# Deokhye de Corea
Deokhye de Corea (coreà: 이덕혜)  (Changdeokgung, 25 de maig de 1912 - Changdeokgung, 21 d'abril de 1989) va ser l'última princesa de l'Imperi Coreà. Va néixer el 25 de maig de 1912 en el Palau Changdeokgung a Seül. Va ser la filla menor de l'emperador Gojong i de la seva concubina, llavors coneguda com Yang Gui-in. Més tard, l'emperador Gojong va atorgar un títol de lleialtat a Yang quan va donar a llum a la princesa Deokhye. La princesa Deokhye no va ser reconeguda formalment com a princesa pel Japó fins a 1917, a causa que no era filla de la reina. En 1917, el seu nom va ser formalment ingressat en el registre de la Família Imperial.

## Biografia

### Infància
Deokhye va néixer el 25 de maig de 1912, filla de Yang Gui-in (més tard coneguda com Lady Boknyeong) i de l'emperador Gojong quan tenia 60 anys. Com que no tenia nom de pila, la van ignorar i la van tractar com si no existís. Després va ser sobrenomenada "BoknyeongDang". En 1917, l'emperador Gojong va persuadir a Terauchi Masatake, el llavors governador general de Corea, perquè ingressés el seu nom en el registre de la família imperial, oferint-li legitimitat i atorgant-li el títol de princesa. En 1919, l'emperador Gojong va planejar el compromís secret entre la princesa Deokhye i Kim Jang-han, camarlenc de la cort. L'emperador Gojong tractava de protegir la seva filla del Japó a través d'aquest compromís, però el aquest va fracassar a causa de la intervenció de l'imperi nipó. Després del compromís fallit, a Kim Hwangjin no se li va permetre entrar al Palau Deoksu i l'emperador Gojong va morir sobtadament el 21 de gener de 1919. En 1921, la Princesa Deokhye va anar a l'escola primària Hinodae a Seül.

### Vida al Japó

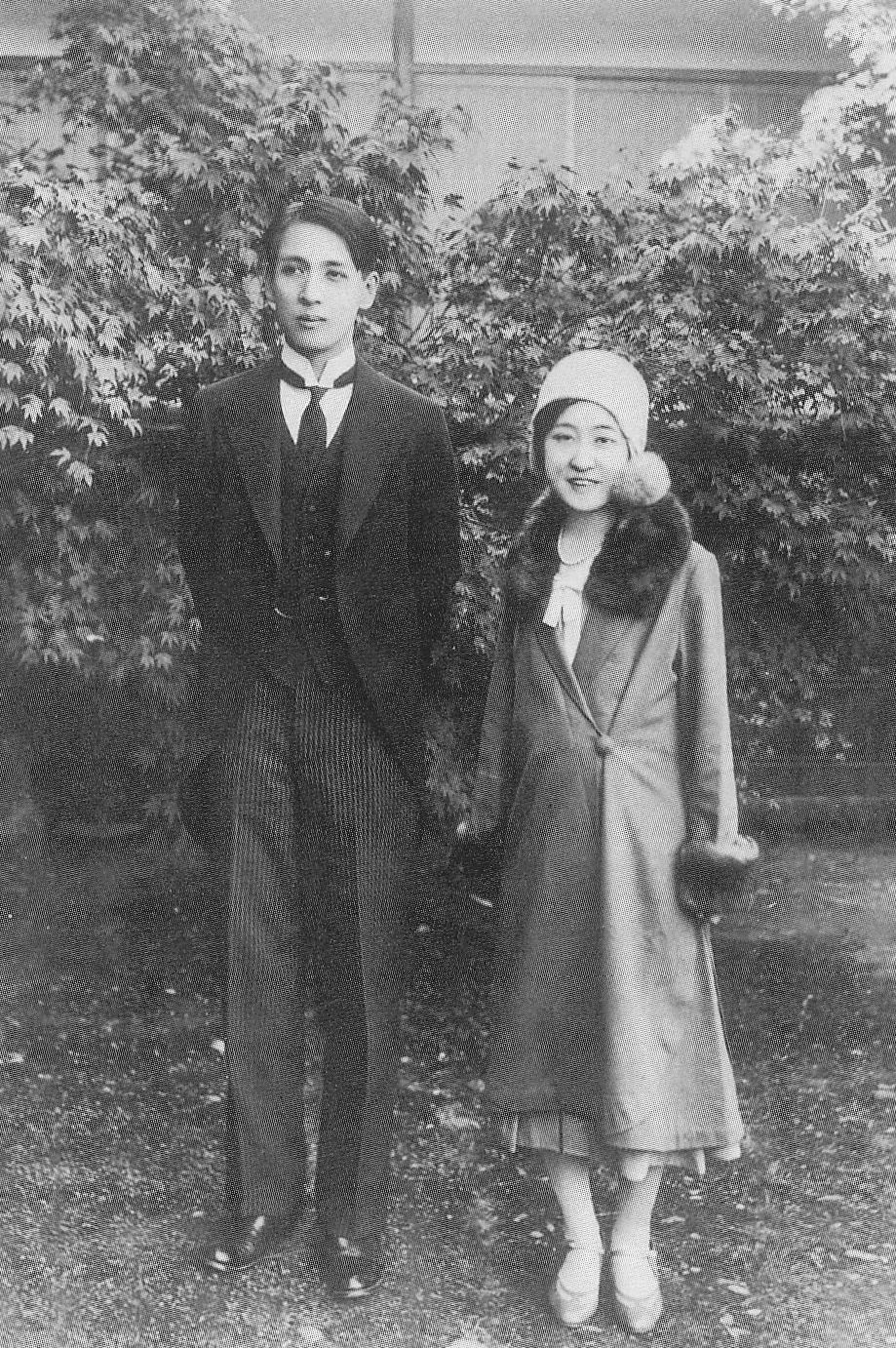
La princesa al costat del seu espòs en 1931.

En 1925 va ser portada al Japó sota el pretext de continuar els seus estudis. Igual que els seus germans, va assistir a l'escola Gakushuin. Se la descriu com una persona silenciosa, aïllada i feble. Arrel de la notícia de la mort de la seva mare en 1929, finalment se li va donar permís per visitar Corea temporalment per assistir al seu funeral en 1930. No obstant això, no se li va permetre assistir al funeral de la seva mare amb la roba adequada. En la primavera de 1930, quan va començar a experimentar problemes psicològics (manifestats inicialment pel somnambulisme), es va mudar al palau del Rei Lee, la casa del seu germà el príncep hereu i la princesa Eun a Tòquio. Durant aquest període, sovint s'oblidava de menjar i beure. El seu metge va diagnosticar la seva malaltia com a demència precoç, però a l'any següent, la seva condició semblava haver millorat.
El maig de 1931 es va casar amb el comte Sō Takeyuki (武志; 1923-1985), un aristòcrata japonès. De fet, el matrimoni estava pactat des de 1930. El seu germà inicialment s'oposà al casament, que va ser posposat a causa de la condició clínica de Deokhye, però quan es va recuperar, immediatament es van donar instruccions per a que el matrimoni tingués lloc. Ella va donar a llum a una filla, Masae (正 惠) a Corea, el 14 d'agost de 1932. En 1933, Deokhye novament va sofrir una malaltia mental i, després d'això, va passar molts anys en diverses clíniques de salut mental.
Després de la derrota del Japó en la Segona Guerra Mundial, Corea va tornar a ser independent i el seu marit va perdre el seu títol, ja que la noblesa va ser abolida. El matrimoni concertat ja no tenia sentit i es van anar separant cada vegada més l'un de l'altre, fins que es van acabar divorciant en 1953. Se sap que Takeyuki So es va tornar a casar en 1955 amb la japonesa Yoshie Katsumura. Havent sofert un matrimoni infeliç, el dolor de Deokhye es va agreujar per la pèrdua de la seva única filla en 1956. Segons els informes, la jove es va suïcidar a causa de l'estrès causat pel divorci dels seus pares. Com a resultat, la condició física i mental de Deokhye es va deteriorar a un ritme lent però considerable.

### Retorn a Corea
Deokhye va tornar a Corea després de la invitació del govern d'aquest país el 26 de gener de 1962, després de 37 anys d'absència. Inicialment, el govern coreà no estava d'acord amb que l'última descendent de la reialesa tornés al país, ja que el llavors president de la nació Lee Seung Man volia evitar un caos polític. No obstant això, el reporter Kim Eul Han va persuadir al govern coreà perquè se li permetés l'entrada al país. Tot i el seu deteriorat estat mental, en arribar a la seva terra va recordar perfectament els modismes de la reialesa. Es va allotjar al saló Nakseon del Palau de Changdeokgung, amb el príncep hereu i la princesa Eun, el seu fill Yi Gu, la seva esposa Julia Mullock i la senyora Byeon Bokdong, encarregada de la seva atenció personal.
Deokhye va morir el 21 d'abril de 1989 en el saló Sugang del mateix palau, i va ser enterrada a Hongryureung, prop de Seül.